# Biserica „Sf. Voievozi” din Lipia
Biserica „Sf. Voievozi” din Lipia este un monument istoric aflat pe teritoriul satului Lipia, comuna Gruiu.